# 더 콜라보레이션
《더 콜라보레이션》은 한중수교 24주년 기념으로 2016년 SBS MTV에서 방송된 한중 아티스트 듀엣 경연이다.